# Scatman's World (singolo)
Scatman's World è un singolo del cantante statunitense Scatman John, pubblicato il 19 giugno 1995 come secondo estratto dall'album omonimo.
Il brano segue il successo internazionale di Scatman (Ski Ba Bop Ba Dop Bop), bissando la popolarità del primo singolo di Scatman John.

## Descrizione
La melodia di base è simile a quella del cosiddetto Canone di Pachelbel; il testo invita l'ascoltatore a entrare nel mondo fantastico di Scatland, il "mondo di Scatman" a cui il titolo si riferisce.
Il brano fa parte delle colonne sonore del film Vacanze di Natale '95, nella scena in cui Massimo Boldi percorre la discesa della morte seduto su un water attaccato agli sci, e del film Il pesce innamorato, nella scena in cui Leonardo Pieraccioni, nel film scrittore, scala le classifiche con il suo libro.

## Tracce

### CD1 (Europa)
1. Scatman's World (Single Mix) – 3:40
2. Scatman's World (Club Mix) – 5:54
3. Scatman's World (House Mix) – 5:30
4. Time (Take Your Time) – 3:41

### CD2 (Europa)
1. Scatman's World (Dance Remix by Ltd. Express) – 5:57
2. Scatman's World (DJ Hooligan's Underworld Remix) – 6:34
3. Scatman's World (Rave Remix by Bass Bumpers) – 7:10
4. Scatman's World (House-Dub Remix by Bass Bumpers) – 5:28
5. Scatman's World (Divas 70's Mix) – 5:49
6. Scatman's World (80's Mix) – 6:06

### CD3 (Giappone)
1. Scatman's World (Single Mix) – 3:40
2. Scatman's World (Club Mix) – 5:54
3. Scatman's World (House Mix) – 5:30
4. Scatman's Special Message for Japan Only – 0:47

## Classifiche
| Classifica (1995) | Massima posizione |
| ----------------- | ----------------- |
| Austria           | 4                 |
| Belgio (Flanders) | 1                 |
| Belgio (Wallonia) | 1                 |
| Paesi Bassi       | 4                 |
| Francia           | 1                 |
| Germania          | 1                 |
| Irlanda           | 7                 |
| Israele           | 4                 |
| Italia            | 1                 |
| Lituania          | 1                 |
| Norvegia          | 4                 |
| Svezia            | 10                |
| Svizzera          | 3                 |
| UK                | 10                |

## Cover
Nel 2020 il cantante Achille Lauro rende omaggio alla canzone pubblicando "Scat Men" all'interno del suo album 1990.